# Монтроуз, Ронни
Ро́нальд Ду́глас Монтро́уз (Ronald Douglas Montrose; 1947—2012) — американский рок-гитарист, композитор, автор текстов, продюсер.

## Биография
Монтроуз начал музыкальную карьеру в Сан-Франциско в качестве сессионного гитариста, сотрудничал с Ван Моррисоном, Бозом Скаггсом и Эдгаром Винтером. Осенью 1973 года он создал собственную группу Montrose, в первый состав которой вошли: Сэмми Хагар (вокал), Билл Черч (бас) и Дэнни Кармасси (ударные). Вскоре они заключили контракт с компанией Warner Brothers и выпустили дебютный альбом Montrose, который продюсировал Тед Темплман. Сочетание динамичного пения Хагара с «хриплым» звучанием гитары Монтроуза стало впоследствии новым образцом для многих молодых групп, а сама пластинка, содержавшая такие классические записи, как «Bad Motor Scooter», «Space Station № 5» и «Rock the Nation», впоследствии стала считаться одной из жемчужин хард-рока. Перед записью альбома Paper Money, который в стилистическом отношении стал продолжением предшественника, место Черча занял Алан Фитцджеральд. Однако уже после турне в поддержку релиза группу покинул Хагар, а новые музыканты — Боб Джеймс (вокал) и Джим Элсивар (клавишные) — не смогли воссоздать очарование первых записей группы. Очередной альбом потерпел коммерческий провал, и в 1976 году группа распалась.
Монтроуз начал сольную карьеру и в 1978 году выпустил инструментальную пластинку Open Fire, которая представляла собой смесь различных стилей от хард-рока до джаз-рока, что не понравилось ни фанатам, ни критикам. Разочарованный неудачей, гитарист в 1979 году сформировал новый коллектив Gamma с вокалистом Дэйви Паттисоном. До конца 1982 года они записали три альбома. Когда в 1983 году и эта группа распалась, Ронни после перерыва решил записать очередной сольный лонгплей Territory, который тоже был встречен прохладно.
В 1987 году Монтроуз объединил силы с вокалистом Джонни Эдвардсом, ударником Джеймсом Коттаки и Гленом Летчем, бывшим басистом Gamma. Первым плодом их сотрудничества стал изданный в том же году альбом Mean, который оказался бескомпромиссной хард-роковой пластинкой с энергией и динамикой, характерными для первых работ группы Montrose.
Однако такой состав долго не просуществовал: Эдвардса сменил Джонни Би Беданджек, а перед записью пластинки The Speed of Sound был принят клавишник Пэт Фиэн. Альбом был выпущен не как работа группы Montrose, а как сольный альбом Ронни. Сконцентрировавшись главным образом на мелодических аспектах и записав очень рафинированный альбом, музыканты потеряли позиции, завоёванные предыдущей работой. Вследствие этого Ронни решил расстаться с музыкантами.
В 1990 году он записал пластинку The Diva Station. Эта наполовину инструментальная работа сочетала в себе элементы рока, хеви-метала, соула, джаза и содержала необычную версию старого хита The Walker Brothers «Stay with Me Baby».
Сольные альбомы выпущенные Ронни в 1990-е годы были по преимуществу инструментальными и относились к фьюжен-джаз-року.
В 1997 году классический состав группы Montrose воссоединился на сольном альбоме Сэмми Хэйгара Marching to Mars.
С 2001 года и до своей смерти Ронни Монтроуз выступал под именем Montrose. Вокалистом был Кейт Сент-Джон, одобренный самим Хагаром. На басу в разное время играли Чак Райт (Rainbow), Дэйв Элеффсон (Megadeth), Рикки Филлипс (Styx) и Шон МакНабб (Lynch Mob). Барабанщиками успели побывать Пэт Торпи, Мик Браун, Эрик Сингер, Джимми Деграссо и Бобби Блотзер.
Несмотря на диагностированный у него в 2007 году рак простаты, Монтроуз регулярно давал концерты и интервью. Так в 2009 году Montrose выступали перед 70 000 человек на фестивале посвященном сорокалетию Вудстока.
В последний год жизни музыкант собрал так же Ronnie Montrose Band для того, чтобы исполнять материал Gamma и своих поздних сольных альбомов.
На ноябрь 2012 были запланированы так же концерты «классического» состава Montrose.
Ронни Монтроуз застрелился 3 марта 2012 года. Он был болен раком простаты. Дважды (в 2007 и в 2009 годах) болезнь отступала, но в 2012 году вернулась. Музыкант также страдал от депрессии.
В память Монтроуза музыканты группы Montrose дали концерт, на роль гитариста пригласив Джо Сатриани.
В 2017 году вышел «посмертный» альбом Ронни Монтроуза 10X10. Основной материал альбома был записан в составе Монтроуз — гитара, Эрик Сингер — ударные, Рикки Филлипс — бас. Вокалистами выступили Эрик Мартин, Эдгар Винтер, Сэмми Хагар, Гленн Хьюз, Томми Шоу, Марк Фарнер, Рикки Филлипс, Брюс Таргон, Дэйви Паттисон, Грег Роли. Монтроуз не успел закончить работу над альбомом, но Филлипс завершил 10X10 при помощи коллег и друзей Ронни. Так, отдельные гитарные партии записали Джо Бонамасса, Фил Коллен (Def Leppard), Томми Шоу, Брэд Уитфорд и др.
Стилистически альбом выдержан в русле энергичного хард-рока, но некоторые композиции выделяются блюзовым звучанием.

## Дискография

### Сольные альбомы
- Open Fire (1978)
- Territory (1986)
- The Speed of Sound (1988)
- The Diva Station (1990)
- Mutatis Mutandis (1991)
- Music from Here (1994)
- Mr. Bones (1996)
- Roll Over and Play Live (1999)
- Bearings (1999)
- 10X10 (2017)

### В составе Ван Моррисона
- Tupelo Honey (1971)
- Saint Dominic's Preview (1972)

### В составе Edgar Winter Group
- They Only Come Out at Night (1972)

### В составе Montrose
- Montrose (1973)
- Paper Money (1974)
- Warner Bros. Presents…Montrose! (1975)
- Jump on It (1976)
- Mean (1987)
- The Very Best of Montrose (2000)

### В составе Gamma
- Gamma 1 (1979)
- Gamma 2 (1980)
- Gamma 3 (1982)
- Gamma 4 (2000)
- The Best of Gamma (1992)